# Pensamiento

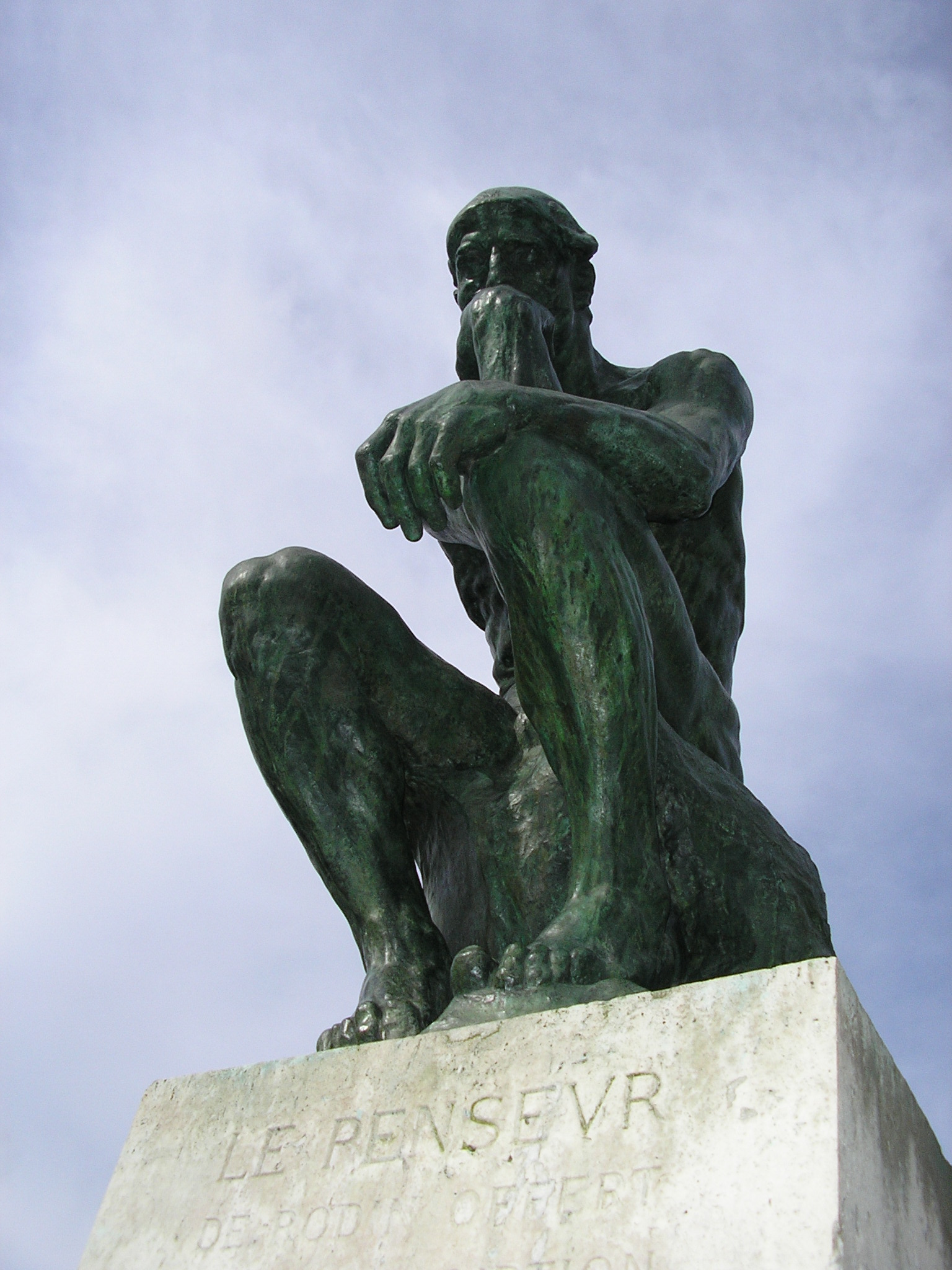
El pensador, de Auguste Rodin, en el Museo Rodin, en París.

En su sentido más común, los términos pensamiento y pensar se refieren a procesos cognitivos conscientes que pueden ocurrir independientemente de la estimulación sensorial. Sus formas más paradigmáticas son el juicio, el razonamiento, la formación de conceptos, la resolución de problemas y la deliberación. Pero también suelen incluirse otros procesos mentales, como considerar una idea, la memoria o la imaginación. Estos procesos pueden ocurrir internamente independientemente de los órganos sensoriales, a diferencia de la percepción. Pero cuando se entiende en el sentido más amplio, cualquier evento mental puede entenderse como una forma de pensamiento, incluyendo la percepción y los procesos mentales inconscientes. En un sentido ligeramente diferente, el término pensamiento no se refiere a los procesos mentales en sí, sino a los estados mentales o sistemas de ideas provocados por estos procesos.
Se han propuesto varias teorías del pensamiento. Su objetivo es captar los rasgos característicos del pensamiento. Los platónicos sostienen que pensar consiste en discernir e inspeccionar las formas platónicas y sus interrelaciones. Implica la capacidad de discriminar entre las formas platónicas puras y las meras imitaciones que se encuentran en el mundo sensorial. Según el aristotelismo, pensar en algo es instanciar en la mente la esencia universal del objeto del pensamiento. Estos universales se abstraen de la experiencia sensorial y no se entienden como existentes en un mundo inteligible inmutable, en contraste con el platonismo. El conceptualismo está estrechamente relacionado con el aristotelismo: identifica el pensamiento con evocar mentalmente conceptos en lugar de instanciar esencias. Las teorías de habla interna afirman que el pensamiento es una forma de habla interna en la que las palabras se expresan silenciosamente en la mente del pensador. Según algunos relatos, esto ocurre en una lengua normal, como el inglés o el francés. La hipótesis del lenguaje del pensamiento, por otro lado, sostiene que esto sucede en el medio de un lenguaje mental único llamado mentalés. El punto central de esta idea es que los sistemas de representación lingüística se construyen a partir de representaciones atómicas y compuestas y que esta estructura también se encuentra en el pensamiento. Los asociacionistas entienden el pensamiento como la sucesión de ideas o imágenes. Están particularmente interesados en las leyes de asociación que gobiernan cómo se desarrolla el tren de pensamiento. Los conductistas, por el contrario, identifican el pensamiento con disposiciones conductuales para llevar a cabo un comportamiento público inteligente como reacción a estímulos externos particulares. El computacionalismo es la más reciente de estas teorías. Ve el pensamiento en analogía con cómo funcionan las computadoras en términos de almacenamiento, transmisión y procesamiento de información.
En la literatura académica se discuten varios tipos de pensamiento. Un juicio es una operación mental en la que una proposición es evocada y luego afirmada o negada. El razonamiento, por otro lado, es el proceso de sacar conclusiones a partir de premisas o evidencia. Tanto juzgar como razonar dependen de la posesión de los conceptos relevantes, que se adquieren en el proceso de formación de conceptos. En el caso de la resolución de problemas, el pensamiento pretende alcanzar un objetivo predefinido superando ciertos obstáculos. La deliberación es una forma importante de pensamiento práctico que consiste en formular posibles cursos de acción y evaluar las razones a favor y en contra de ellos. Esto puede llevar a una decisión eligiendo la opción más favorable. Tanto la memoria episódica como la imaginación presentan objetos y situaciones internamente, en un intento de reproducir fielmente lo que se experimentó anteriormente o como una reorganización libre, respectivamente. El pensamiento inconsciente es el pensamiento que sucede sin ser experimentado directamente. A veces se postula para explicar cómo se resuelven los problemas difíciles en los casos en que no se empleó el pensamiento consciente.
El pensamiento se discute en varias disciplinas académicas. La fenomenología se interesa por la experiencia de pensar. Una pregunta importante en este campo se refiere al carácter experiencial del pensamiento y en qué medida este carácter puede explicarse en términos de experiencia sensorial. La metafísica se interesa, entre otras cosas, por la relación entre la mente y la materia. Se trata de la cuestión de cómo el pensamiento puede encajar en el mundo material como lo describen las ciencias naturales. La psicología cognitiva tiene como objetivo entender el pensamiento como una forma de procesamiento de la información. La psicología del desarrollo, por otro lado, investiga el desarrollo del pensamiento desde el nacimiento hasta la madurez y se pregunta de qué factores depende este desarrollo. El psicoanálisis enfatiza el papel del inconsciente en la vida mental. Otros campos relacionados con el pensamiento incluyen la lingüística, la neurociencia, la inteligencia artificial, la biología y la sociología. Varios conceptos y teorías están íntimamente relacionados con el tema del pensamiento. El término "ley del pensamiento" se refiere a tres leyes fundamentales de la lógica: el principio de no contradicción, el principio del tercero excluido y el principio de identidad. El pensamiento contrafactual implica representaciones mentales de situaciones y eventos no reales en los que el pensador trata de evaluar cuál sería el caso si las cosas hubieran sido diferentes. Los experimentos mentales suelen emplear el pensamiento contrafactual para ilustrar teorías o para probar su plausibilidad. El pensamiento crítico es una forma de pensamiento razonable, reflexiva y enfocada en determinar qué creer o cómo actuar. El pensamiento positivo implica centrar la atención en los aspectos positivos de la situación y está íntimamente relacionado con el optimismo.

## Definición
Los términos "pensamiento" y "pensar" se refieren a una amplia variedad de actividades psicológicas. En su sentido más común, se entienden como procesos conscientes que pueden ocurrir independientemente de la estimulación sensorial. Esto incluye varios procesos mentales diferentes, como considerar una idea o proposición o juzgarla como verdadera. En este sentido, la memoria y la imaginación son formas de pensamiento, pero la percepción no lo es. En un sentido más restringido, solo los casos más paradigmáticos se consideran como pensamiento. Estos involucran procesos conscientes que son conceptuales o lingüísticos y suficientemente abstractos, como juzgar, inferir, resolver problemas y deliberar. A veces los términos "pensamiento" y "pensar" se entienden en un sentido muy amplio como refiriéndose a cualquier forma de proceso mental, consciente o inconsciente. En este sentido, pueden usarse como sinónimos del término "mente". Este uso se encuentra, por ejemplo, en la tradición cartesiana, donde las mentes se entienden como cosas pensantes, y en las ciencias cognitivas. Pero este sentido puede incluir la restricción que tales procesos tienen que conducir a un comportamiento inteligente para ser considerados pensamiento. Un contraste que a veces se encuentra en la literatura académica es el que existe entre pensar y sentir. En este contexto, pensar se asocia con un enfoque sobrio, desapasionado y racional de su tema, mientras que sentir implica un involucramiento emocional directo.
Los términos "pensamiento" y "pensar" también pueden utilizarse para referirse no a los procesos mentales en sí, sino a los estados mentales o sistemas de ideas provocados por estos procesos. En este sentido, suelen ser sinónimos del término "creencia" y sus cognados y pueden referirse a los estados mentales que pertenecen a un individuo o son comunes entre un determinado grupo de personas. Las discusiones sobre el pensamiento en la literatura académica a menudo dejan implícito qué sentido del término tienen en mente.
La palabra pensamiento proviene del latín pensare (estimar o comparar) y el sufijo -miento (instrumento, medio o resultado de).

## Teorías del pensamiento
Se han propuesto varias teorías del pensamiento. Su objetivo es captar los rasgos característicos del pensamiento. Las teorías enumeradas aquí no son excluyentes: puede ser posible combinar algunas sin llevar a una contradicción.

### Platonismo
Según el platonismo, pensar es una actividad espiritual en la que se disciernen e inspeccionan las formas platónicas y sus interrelaciones. Esta actividad se entiende como una forma de habla interna silenciosa en la que el alma habla consigo misma. Las formas platónicas se ven como universales que existen en un ámbito de realidad inmutable diferente del mundo sensible. Ejemplos incluyen las formas de bondad, belleza, unidad e igualdad. Según este punto de vista, la dificultad de pensar consiste en ser capaz de captar las formas platónicas y distinguirlas como originales de las meras imitaciones que se encuentran en el mundo sensorial. Esto significa, por ejemplo, distinguir la belleza en sí misma de las imágenes derivadas de la belleza. Un problema para este punto de vista es explicar cómo los seres humanos pueden aprender y pensar sobre las formas platónicas que pertenecen a un ámbito de realidad diferente. El propio Platón trata de resolver este problema a través de su teoría del recuerdo, según la cual el alma ya estuvo antes en contacto con las formas platónicas y, por lo tanto, es capaz de recordar cómo son. Pero esta explicación depende de varias suposiciones generalmente no aceptadas en el pensamiento contemporáneo.

### Aristotelismo y conceptualismo
Los aristotélicos sostienen que la mente es capaz de pensar en algo instanciando la esencia del objeto del pensamiento. Así, al pensar en árboles, la mente instancia la arbolidad. Esta instanciación no ocurre en la materia, como es el caso de los árboles reales, sino en la mente, aunque la esencia universal instanciada en ambos casos es la misma. En contraste con el platonismo, estos universales no se entienden como formas platónicas que existen en un mundo inteligible inmutable. En cambio, solo existen en la medida en que se instancian. La mente aprende a discriminar universales a través de la abstracción de la experiencia. Esta explicación evita varias de las objeciones planteadas contra el platonismo.
El conceptualismo está estrechamente relacionado con el aristotelismo. Sostiene que pensar consiste en evocar conceptos mentalmente. Algunos de estos conceptos pueden ser innatos, pero la mayoría debe aprenderse a través de la abstracción de la experiencia sensorial antes de que puedan usarse en el pensamiento.
Se ha argumentado en contra de estos puntos de vista que tienen problemas para explicar la forma lógica del pensamiento. Por ejemplo, para pensar que o lloverá o nevará, no es suficiente instanciar las esencias de lluvia y nieve o evocar los conceptos correspondientes. La razón de esto es que la relación disyuntiva entre la lluvia y la nieve no se capta de esta manera. Otro problema compartido por estas posiciones es la dificultad de dar una explicación satisfactoria de cómo la mente aprende esencias o conceptos a través de la abstracción.

### Teoría de habla interna
Las teorías de habla interna afirman que el pensamiento es una forma de habla interna. Este punto de vista a veces se denomina nominalismo psicológico. Afirma que pensar implica evocar palabras en silencio y conectarlas para formar oraciones mentales. El conocimiento que una persona tiene de sus pensamientos puede explicarse como una forma de escuchar el propio monólogo silencioso. A menudo se atribuyen tres aspectos centrales al habla interna: es similar a escuchar sonidos en un sentido importante, implica el uso del lenguaje y constituye un plan motor que podría usarse para el habla real. Esta conexión con el lenguaje está respaldada por el hecho de que el pensamiento suele ir acompañado de actividad muscular en los órganos del habla. Esta actividad puede facilitar el pensamiento en ciertos casos, pero no es necesaria para ello en general. Según algunos relatos, el pensamiento no ocurre en un lenguaje regular, como el inglés o el francés, sino que tiene su propio tipo de lenguaje con los símbolos y la sintaxis correspondientes. Esta teoría se conoce como la hipótesis del lenguaje del pensamiento.
La teoría de habla interna tiene una fuerte plausibilidad inicial, ya que la introspección sugiere que, de hecho, muchos pensamientos van acompañados de habla interna. Pero sus oponentes suelen sostener que esto no es cierto para todos los tipos de pensamiento. Se ha argumentado, por ejemplo, que las formas de soñar despierto constituyen un pensamiento no lingüístico. Esta cuestión es relevante para la pregunta de si los animales tienen la capacidad de pensar. Si el pensamiento está necesariamente ligado al lenguaje, esto sugeriría que existe una brecha importante entre los humanos y los animales, ya que solo los humanos tienen un lenguaje suficientemente complejo. Pero la existencia de pensamientos no lingüísticos sugiere que esta brecha puede no ser tan grande y que algunos animales realmente piensan.

#### Hipótesis del lenguaje del pensamiento
Existen varias teorías sobre la relación entre lenguaje y pensamiento. Una versión prominente en la filosofía contemporánea se llama la hipótesis del lenguaje del pensamiento. Afirma que el pensamiento ocurre en el medio de un lenguaje mental. Este lenguaje, a menudo denominado mentalés, es similar a los lenguajes regulares en varios aspectos: se compone de palabras que están conectadas entre sí de manera sintáctica para formar oraciones. Esta afirmación no se basa simplemente en una analogía intuitiva entre el lenguaje y el pensamiento. En cambio, proporciona una definición clara de las características que un sistema de representación debe incorporar para tener una estructura lingüística. En el nivel de la sintaxis, el sistema de representación tiene que poseer dos tipos de representaciones: representaciones atómicas y compuestas. Las representaciones atómicas son básicas, mientras que las representaciones compuestas están constituidas por otras representaciones compuestas o por representaciones atómicas. En el nivel de la semántica, el contenido semántico o el significado de las representaciones compuestas debe depender del contenido semántico de sus constituyentes. Un sistema de representación está estructurado lingüísticamente si cumple estos dos requisitos.
La hipótesis del lenguaje del pensamiento afirma que lo mismo es cierto para el pensamiento en general. Esto significaría que el pensamiento está compuesto por ciertos constituyentes representacionales atómicos que pueden combinarse como descrito anteriormente. Aparte de esta caracterización abstracta, no se hacen más afirmaciones concretas sobre cómo el cerebro implementa el pensamiento humano o qué otras similitudes tiene con el lenguaje natural. La hipótesis del lenguaje del pensamiento fue introducida por primera vez por Jerry Fodor. Argumenta a favor de esta afirmación al sostener que constituye la mejor explicación de los rasgos característicos del pensamiento. Uno de estos rasgos es la productividad: un sistema de representaciones es productivo si puede generar un número infinito de representaciones únicas a partir de un número bajo de representaciones atómicas. Esto se aplica al pensamiento, ya que los seres humanos son capaces de generar un número infinito de pensamientos distintos aunque sus capacidades mentales son bastante limitadas. Otros rasgos característicos del pensamiento son la sistematicidad y la coherencia inferencial. Fodor argumenta que la hipótesis del lenguaje del pensamiento es cierta porque explica cómo el pensamiento puede tener estas características y porque no hay una buena explicación alternativa. Algunos argumentos en contra de la hipótesis del lenguaje del pensamiento se basan en redes neuronales, que son capaces de producir un comportamiento inteligente sin depender de sistemas de representación. Otras objeciones se centran en la idea de que algunas representaciones mentales ocurren de forma no lingüística, por ejemplo, en forma de mapas o imágenes.
Los computacionalistas se han interesado especialmente en la hipótesis del lenguaje del pensamiento, ya que proporciona formas de cerrar la brecha entre el pensamiento en el cerebro humano y los procesos computacionales implementados por las computadoras. La razón de esto es que procesos sobre representaciones que respetan la sintaxis y la semántica, como las inferencias según el modus ponens, pueden ser implementados por sistemas físicos usando relaciones causales. Los mismos sistemas lingüísticos pueden implementarse a través de diferentes sistemas materiales, como cerebros o computadoras. De esta manera, las computadoras pueden pensar.

### Asociacionismo
Un punto de vista importante en la tradición empirista ha sido el asociacionismo, la visión de que el pensamiento consiste en la sucesión de ideas o imágenes. Se considera que esta sucesión se rige por leyes de asociación, que determinan cómo se desarrolla el tren de pensamiento. Estas leyes son diferentes de las relaciones lógicas entre los contenidos de los pensamientos, que se encuentran en el caso de sacar inferencias al pasar del pensamiento de las premisas al pensamiento de la conclusión. Se han sugerido varias leyes de asociación. Según las leyes de similitud y contraste, las ideas tienden a evocar otras ideas que son muy similares a ellas o su opuesto. La ley de la contigüidad, por otro lado, establece que si dos ideas se experimentan juntas con frecuencia, entonces la experiencia de una tiende a causar la experiencia de la otra. En este sentido, la historia de la experiencia de un organismo determina qué pensamientos tiene el organismo y cómo se desarrollan estos pensamientos. Pero tal asociación no garantiza que la conexión sea significativa o racional. Por ejemplo, debido a la asociación entre los términos "frío" y "Idaho", el pensamiento "esta cafetería es fría" podría llevar al pensamiento "Rusia debería anexionarse Idaho".
Una forma de asociacionismo es el imagismo. Afirma que pensar implica entretener una secuencia de imágenes en la que las imágenes anteriores evocan imágenes posteriores basándose en las leyes de asociación. Un problema con este punto de vista es que podemos pensar en cosas que no podemos imaginar. Esto es especialmente relevante cuando el pensamiento involucra objetos muy complejos o infinitos, lo que es común, por ejemplo, en el pensamiento matemático. Una crítica dirigida al asociacionismo en general es que su afirmación es demasiado extensa. Hay un amplio acuerdo en que los procesos asociativos estudiados por los asociacionistas desempeñan algún papel en cómo se desarrolla el pensamiento. Pero por lo general no se acepta la afirmación de que este mecanismo es suficiente para comprender todo pensamiento o todos los procesos mentales.

### Conductismo
Según el conductismo, el pensamiento consiste en disposiciones conductuales para participar en ciertos comportamientos públicamente observables como reacción a estímulos externos particulares. Desde este punto de vista, tener un pensamiento particular es lo mismo que tener una disposición a comportarse de cierta manera. Este punto de vista suele estar motivado por consideraciones empíricas: es muy difícil estudiar el pensamiento como un proceso mental privado, pero es mucho más fácil estudiar cómo reaccionan los organismos ante una cierta situación con un comportamiento determinado. En este sentido, es especialmente relevante la capacidad de resolver problemas no a través de hábitos existentes, sino a través de nuevos enfoques creativos. El término "conductismo" también se utiliza a veces en un sentido ligeramente diferente cuando se aplica al pensamiento para referirse a una forma específica de teoría de habla interna. Este punto de vista se centra en la idea de que el habla interna relevante es una forma derivada del habla externa regular. Este sentido se superpone con la forma en que el conductismo se entiende más comúnmente en la filosofía de la mente, ya que el investigador no observa estos actos de habla interna sino que simplemente se infieren del comportamiento inteligente del sujeto. Esto sigue siendo fiel al principio conductista general de que se requiere evidencia conductual para cualquier hipótesis psicológica.
Un problema para el conductismo es que la misma entidad suele comportarse de manera diferente a pesar de encontrarse en la misma situación que antes. Este problema consiste en el hecho de que los pensamientos o estados mentales individuales generalmente no corresponden a un comportamiento particular. Así, pensar que el pastel es sabroso no conduce automáticamente a comerlo, ya que varios otros estados mentales aún pueden inhibir este comportamiento, por ejemplo, la creencia de que sería descortés hacerlo o de que el pastel está envenenado.

### Computacionalismo
Las teorías computacionalistas del pensamiento, que suelen encontrarse en las ciencias cognitivas, entienden el pensamiento como una forma de procesamiento de información. Estos puntos de vista se desarrollaron con el surgimiento de las computadoras en la segunda parte del siglo XX, cuando varios teóricos vieron el pensamiento en analogía con las operaciones informáticas. Según tales puntos de vista, la información puede estar codificada de manera diferente en el cerebro, pero en principio, las mismas operaciones tienen lugar allí también, correspondientes al almacenamiento, la transmisión y el procesamiento de información. Pero aunque esta analogía tiene cierta atracción intuitiva, los teóricos han tenido problemas para dar una explicación más explícita de lo que es la computación. Otro problema consiste en explicar el sentido en que pensar es una forma de computación. El punto de vista tradicionalmente dominante define la computación en términos de máquinas de Turing, aunque los relatos contemporáneos a menudo se centran en las redes neuronales para sus analogías. Una máquina de Turing es capaz de ejecutar cualquier algoritmo basado en unos pocos principios muy básicos, como leer un símbolo de una celda, escribir un símbolo en una celda y ejecutar instrucciones basadas en los símbolos leídos. De esta manera es posible realizar el razonamiento deductivo siguiendo las reglas de inferencia de la lógica formal, así como simular muchas otras funciones de la mente, como el procesamiento del lenguaje, la toma de decisiones y el control motor. Pero el computacionalismo no solo afirma que el pensamiento es en cierto sentido similar a la computación. En cambio, afirma que pensar simplemente es una forma de computación o que la mente es una máquina de Turing.
Las teorías computacionalistas del pensamiento a veces se dividen en enfoques funcionalistas y representacionalistas. Los enfoques funcionalistas definen los estados mentales a través de sus papeles causales, pero permiten tanto los eventos externos como los internos en su red causal. El pensamiento puede verse como una forma de programa que puede ser ejecutado de la misma manera por muchos sistemas diferentes, como los humanos, los animales e incluso los robots. Según uno de estos puntos de vista, si algo es un pensamiento solo depende de su papel "en la producción de otros estados internos y salidas verbales". El representacionalismo, por otro lado, se centra en las características representacionales de los estados mentales y define los pensamientos como secuencias de estados mentales intencionales. En este sentido, el computacionalismo suele combinarse con la hipótesis del lenguaje del pensamiento al interpretar estas secuencias como símbolos cuyo orden se rige por reglas sintácticas.
Se han planteado varios argumentos contra el computacionalismo. En un sentido, parece trivial, ya que casi cualquier sistema físico puede describirse como ejecutando cálculos y, por lo tanto, como pensando. Por ejemplo, se ha argumentado que los movimientos moleculares de una pared regular pueden entenderse como la computación de un algoritmo, ya que son "isomorfos a la estructura formal del programa" en cuestión bajo la interpretación correcta. Esto llevaría a la conclusión implausible de que la pared está pensando. Otra objeción se centra en la idea de que el computacionalismo solo capta algunos aspectos del pensamiento, pero es incapaz de explicar otros aspectos cruciales de la cognición humana.

## Tipos de pensamiento
En la literatura académica se discute una gran variedad de tipos de pensamiento. Un enfoque común los divide en aquellas formas que tienen como objetivo la creación de conocimiento teórico y aquellas que tienen como objetivo producir acciones o decisiones correctas. Pero no existe una taxonomía universalmente aceptada que resuma todos estos tipos. En algunos casos, el mismo pensamiento particular puede pertenecer a diferentes categorías al mismo tiempo. También puede depender de la definición de pensamiento si algunos de los tipos enumerados aquí realmente califican como pensamiento. 

### Entretener, juzgar y razonar
Pensar se identifica a menudo con el acto de juzgar. Un juicio es una operación mental en la que una proposición es evocada y luego afirmada o negada. Implica decidir qué creer y apunta a determinar si la proposición juzgada es verdadera o falsa. Se han propuesto varias teorías del juicio. El enfoque tradicionalmente dominante es la teoría de la combinación. Afirma que los juicios consisten en la combinación de conceptos. Según esta teoría, juzgar que "todos los hombres son mortales" es combinar los conceptos "hombre" y "mortal". Los mismos conceptos pueden combinarse de diferentes maneras, lo que corresponde a diferentes formas de juicio, por ejemplo, como "algunos hombres son mortales" o "ningún hombre es mortal".
Otras teorías del juicio se centran más en la relación entre la proposición juzgada y la realidad. Según Franz Brentano, un juicio es una creencia o una increencia en la existencia de alguna entidad. En este sentido, solo hay dos formas fundamentales de juicio: "A existe" y "A no existe". Cuando se aplica a la oración "todos los hombres son mortales", la entidad en cuestión es "hombres inmortales", de los cuales se dice que no existen. Importante para Brentano es la distinción entre la mera representación del contenido del juicio y la afirmación o la negación del contenido. La mera representación de una proposición suele denominarse "entretener una proposición". Este es el caso, por ejemplo, cuando uno considera una proposición, pero aún no ha decidido si es verdadera o falsa. El término "pensar" puede referirse tanto a juzgar como a meramente entretener. Esta diferencia es a menudo explícita en la forma de expresar el pensamiento: "pensar que" generalmente implica un juicio, mientras que "pensar en" se refiere a la representación neutral de una proposición sin una creencia que la acompañe. En este caso, la proposición es meramente entretenida pero aún no juzgada.  Algunas formas de pensamiento pueden involucrar la representación de objetos sin ninguna proposición, como cuando alguien está pensando en su abuela.
El razonamiento es una de las formas más paradigmáticas del pensamiento. Es el proceso de sacar conclusiones a partir de premisas o evidencias. Los tipos de razonamiento pueden dividirse en razonamiento deductivo y no deductivo. El razonamiento deductivo se rige por ciertas reglas de inferencia, que garantizan la verdad de la conclusión si las premisas son verdaderas. Por ejemplo, dadas las premisas "todos los hombres son mortales" y "Sócrates es un hombre", se sigue deductivamente que "Sócrates es mortal". El razonamiento no deductivo, también conocido como razonamiento derrotable o razonamiento no monótono, sigue siendo racionalmente convincente, pero la verdad de la conclusión no está garantizada por la verdad de las premisas. La inducción es una forma de razonamiento no deductivo, por ejemplo, cuando se concluye que "el sol saldrá mañana" basándose en sus experiencias de todos los días anteriores. Otras formas de razonamiento no deductivo incluyen la inferencia a la mejor explicación y el razonamiento analógico.
Las falacias son formas de pensamiento defectuosas que van en contra de las normas del razonamiento correcto. Las falacias formales se refieren a inferencias defectuosas en el razonamiento deductivo. Negar el antecedente es un tipo de falacia formal, por ejemplo, "Si Otelo es soltero, entonces es hombre. Otelo no es soltero. Por lo tanto, Otelo no es hombre". Las falacias informales, por otro lado, se aplican a todo tipo de razonamiento. La fuente de su defecto se encuentra en el contenido o el contexto del argumento. Esto a menudo se debe a expresiones ambiguas o vagas en el lenguaje natural, como en "Los veleros usan velas. Velas están hechas de cera. Por lo tanto, los veleros usan cera. Un aspecto importante de las falacias es que parecen ser racionalmente convincentes a primera vista y, por lo tanto, seducen a las personas para que las acepten y las cometan. El hecho de que un acto de razonamiento constituya una falacia no depende de si las premisas son verdaderas o falsas, sino de su relación con la conclusión y, en algunos casos, del contexto.

### Formación de conceptos
Conceptos son nociones generales que constituyen los elementos fundamentales del pensamiento. Son reglas que rigen cómo se ordenan los objetos en diferentes clases. Una persona solo puede pensar en una proposición si posee los conceptos involucrados en esta proposición. Por ejemplo, la proposición "los vombátidos son animales" involucra los conceptos "vombátido" y "animal". Alguien que no posee el concepto "vombátido" aún puede ser capaz de leer la oración, pero no puede entretener la proposición correspondiente. La formación de conceptos es una forma de pensamiento en la que se adquieren nuevos conceptos. Implica familiarizarse con los rasgos característicos compartidos por todas las instancias del tipo de entidad correspondiente y desarrollar la capacidad de identificar los casos positivos y negativos. Este proceso suele corresponder al aprendizaje del significado de la palabra asociada al tipo en cuestión. Existen varias teorías sobre la forma de entender los conceptos y la posesión de conceptos.
Según un punto de vista popular, los conceptos deben entenderse en términos de habilidades. Desde este punto de vista, dos aspectos centrales caracterizan la posesión de conceptos: la capacidad de discriminar entre casos positivos y negativos y la capacidad de sacar conclusiones de este concepto a conceptos relacionados. La formación de conceptos corresponde a la adquisición de estas habilidades. Se ha sugerido que los animales también pueden aprender conceptos en cierta medida. Esto se debe a su capacidad para discriminar entre diferentes tipos de situaciones y ajustar su comportamiento en consecuencia.

### Resolución de problemas
En el caso de la resolución de problemas, el pensamiento tiene como objetivo alcanzar una meta predefinida superando ciertos obstáculos. Este proceso a menudo implica dos formas diferentes de pensamiento. Por un lado, el pensamiento divergente tiene como objetivo encontrar tantas soluciones alternativas como sea posible. Por otro lado, el pensamiento convergente trata de reducir la gama de alternativas a los candidatos más prometedores. Algunos investigadores identifican varios pasos en el proceso de resolución de problemas. Estos pasos incluyen reconocer el problema, tratar de comprender su naturaleza, identificar los criterios generales que debe cumplir la solución, decidir cómo se deben priorizar estos criterios, monitorear el progreso y evaluar los resultados.
Una distinción importante se refiere al tipo de problema al que se enfrenta. Para los problemas bien estructurados, es fácil determinar qué pasos se deben seguir para resolverlos, pero ejecutar estos pasos aún puede ser difícil. Para los problemas mal estructurados, por otro lado, no está claro qué pasos se deben tomar, es decir, no hay una fórmula clara que conduzca al éxito si se sigue correctamente. En este caso, la solución a veces puede llegar en un destello de intuición en el que el problema se ve de repente bajo una nueva luz. Otra forma de clasificar las diferentes formas de resolución de problemas es distinguir entre algoritmos y heurísticas. Un algoritmo es un procedimiento formal en el que cada paso está claramente definido. Garantiza el éxito si se aplica correctamente. La multiplicación larga que se suele enseñar en la escuela es un ejemplo de un algoritmo para resolver el problema de multiplicar números grandes. Las heurísticas, por otro lado, son procedimientos informales. Son reglas generales aproximadas que tienden a acercar al pensador a la solución, pero el éxito no está garantizado en todos los casos, incluso si se siguen correctamente. Ejemplos de heurística son trabajar hacia adelante y trabajar hacia atrás. Estos enfoques implican planificar un paso a la vez, ya sea empezando por el principio y avanzando o empezando por el final y retrocediendo. Así, al planificar un viaje, se pueden planificar las diferentes etapas del viaje desde el origen hasta el destino en el orden cronológico de cómo se realizará el viaje, o en el orden inverso.
Los obstáculos para la resolución de problemas pueden surgir porque el pensador no tiene en cuenta ciertas posibilidades al fijarse en un curso de acción específico. Existen diferencias importantes cómo los novatos y los expertos resuelven problemas. Por ejemplo, los expertos tienden a dedicar más tiempo a la conceptualización del problema y trabajan con representaciones más complejas, mientras que los novatos tienden a dedicar más tiempo a ejecutar soluciones putativas.

### Deliberación y decisión
La deliberación es una forma importante de pensamiento práctico. Su objetivo es formular posibles cursos de acción y evaluar su valor considerando las razones a favor y en contra de ellos. Esto implica previsión para anticipar lo que podría suceder. Sobre la base de esta previsión, se pueden formular diferentes cursos de acción para influir en lo que sucederá. Las decisiones son una parte importante de la deliberación. Se trata de comparar cursos de acción alternativos y elegir el más favorable. La teoría de la decisión es un modelo formal de cómo los agentes racionales ideales tomarían decisiones. Se basa en la idea de que siempre se debe elegir la alternativa con el mayor valor esperado. Cada alternativa puede conducir a varios resultados posibles, cada uno de los cuales tiene un valor diferente. El valor esperado de una alternativa consiste en la suma de los valores de cada resultado asociado a ella multiplicado por la probabilidad de que este resultado ocurra. Según la teoría de la decisión, una decisión es racional si el agente elige la alternativa asociada con el valor esperado más alto, evaluado desde la propia perspectiva del agente.
Varios teóricos enfatizan la naturaleza práctica del pensamiento, es decir, que el pensamiento suele estar guiado por algún tipo de tarea que pretende resolver. En este sentido, el pensamiento se ha comparado con el método de prueba y error que se observa en el comportamiento de los animales cuando se enfrentan a un nuevo problema. Desde este punto de vista, la diferencia importante es que este proceso ocurre internamente como una forma de simulación. Este proceso suele ser mucho más eficaz, ya que una vez que se encuentra la solución en el pensamiento, solo hay que realizar externamente el comportamiento correspondiente a la solución encontrada y no todos los demás.

### Memoria episódica e imaginación
Cuando el pensamiento se entiende en un sentido amplio, incluye tanto la memoria episódica como la imaginación. En la memoria episódica, se reviven los eventos experimentados en el pasado. Es una forma de viaje mental en el tiempo en la que se vuelve a experimentar la experiencia pasada. Pero esto no constituye una copia exacta de la experiencia original, ya que la memoria episódica incluye aspectos e informaciones adicionales no presentes en la experiencia original. Esto incluye tanto un sentimiento de familiaridad como información cronológica sobre el evento pasado en relación con el presente. La memoria tiene como objetivo representar cómo fueron las cosas en el pasado, en contraste con la imaginación, que presenta objetos sin pretender mostrar cómo son o fueron realmente las cosas. Debido a esta falta de vínculo con la realidad, hay más libertad involucrada en la mayoría de las formas de imaginación: sus contenidos pueden variarse, cambiarse y recombinarse libremente para crear nuevas formaciones nunca antes experimentadas. La memoria episódica y la imaginación tienen en común con otras formas de pensamiento que pueden surgir internamente sin ninguna estimulación de los órganos sensoriales. Pero aún están más cerca de la sensación que otras formas de pensamiento más abstractas, ya que presentan contenidos sensoriales que, al menos en principio, también podrían ser percibidos.

### Pensamiento inconsciente
El pensamiento consciente es la forma paradigmática de pensar y suele ser el foco de las investigaciones correspondientes. Pero se ha argumentado que algunas formas de pensamiento también ocurren en el nivel inconsciente. El pensamiento inconsciente es el pensamiento que sucede en el fondo sin ser experimentado. Por lo tanto, no se observa directamente. En cambio, su existencia suele inferirse por otros medios. Por ejemplo, cuando alguien se enfrenta a una decisión importante o a un problema difícil, puede que no sea capaz de resolverlo de inmediato. Pero más tarde, la solución puede aparecer de repente a la persona, aunque mientras tanto no se haya dado pasos conscientes de pensamiento hacia esta solución. En tales casos, el trabajo cognitivo necesario para llegar a una solución suele explicarse en términos de pensamientos inconscientes. La idea central es que ocurrió una transición cognitiva y necesitamos postular pensamientos inconscientes para poder explicar cómo ocurrió.
Se ha afirmado que los pensamientos conscientes e inconscientes difieren no solo en su relación con la experiencia, sino también en lo que respecta a sus capacidades. Según los teóricos del pensamiento inconsciente, por ejemplo, el pensamiento consciente destaca en problemas simples con pocas variables, pero es superado por el pensamiento inconsciente cuando se trata de problemas complejos con muchas variables. Esto a veces se explica con la afirmación de que el número de elementos en los que se puede pensar conscientemente al mismo tiempo es bastante limitado, mientras que el pensamiento inconsciente carece de tales limitaciones. Pero otros investigadores han rechazado la afirmación de que el pensamiento inconsciente suele ser superior al pensamiento consciente. Otras sugerencias sobre la diferencia entre las dos formas de pensamiento incluyen que el pensamiento consciente tiende a seguir leyes lógicas formales mientras que el pensamiento inconsciente se basa más en el procesamiento asociativo y que solo el pensamiento consciente se articula conceptualmente y ocurre a través del lenguaje.

### Otras clasificaciones
- analítico: realiza la separación del todo en partes que son identificadas o categorizadas.[100]
- creativo: aquel que se utiliza en la creación o modificación de algo, introduciendo novedades, es decir, la producción de nuevas ideas para desarrollar o modificar algo existente.[101]
- instintivo: es aquel que poseen la mayoría de los seres vivos, el cual genera acciones.[102]
- sistémico: es una visión compleja de múltiples elementos con sus diversas interrelaciones. Sistémico deriva de la palabra sistema, lo que nos indica que debemos ver las cosas de forma interrelacionada.[102]
- interrogativo: es el pensamiento con el que se hacen preguntas, identificando lo que a uno le interesa saber sobre un tema determinado.[102]
- racional: es el pensamiento que contradice lo irracional.[102]
- Pensamiento social: se basa en el análisis de elementos en el ámbito social, en este se plantean interrogantes y se hacen críticas que ayuden en la búsqueda de soluciones a las mismas. Además puede considerarse como el pensamiento que tiene cada persona dentro de la sociedad.[102]

## Campos de estudio

### Fenomenología
La fenomenología es la ciencia de la estructura y los contenidos de la experiencia. El término "fenomenología cognitiva" se refiere al carácter experiencial del pensamiento o a lo que se siente al pensar. Algunos teóricos afirman que no existe una fenomenología cognitiva distintiva. Desde tal punto de vista, la experiencia de pensar es solo una forma de experiencia sensorial. Según una versión, pensar solo implica escuchar una voz internamente. Según otra, no hay experiencia de pensar aparte de los efectos indirectos que el pensamiento tiene en la experiencia sensorial. Una versión más débil de tal enfoque permite que el pensamiento pueda tener una fenomenología distinta, pero sostiene que el pensamiento aún depende de la experiencia sensorial porque no puede ocurrir por sí solo. Desde este punto de vista, los contenidos sensoriales constituyen la base a partir de la cual puede surgir el pensamiento.
Un experimento mental citado a menudo a favor de la existencia de una fenomenología cognitiva distintiva involucra a dos personas que escuchan una emisión de radio en francés, una que entiende francés y la otra que no. La idea detrás de este ejemplo es que ambos oyentes escuchan los mismos sonidos y, por lo tanto, tienen la misma experiencia no cognitiva. Para explicar la diferencia, hay que postular una fenomenología cognitiva distintiva: solo la experiencia de la primera persona tiene este carácter cognitivo adicional, ya que va acompañada de un pensamiento que corresponde al significado de lo que se dice. Otros argumentos a favor de la experiencia del pensamiento se centran en el acceso introspectivo directo al pensamiento o en el conocimiento del pensador de sus propios pensamientos.
Los fenomenólogos también se preocupan por los rasgos característicos de la experiencia de pensar. Hacer un juicio es una de las formas prototípicas de la fenomenología cognitiva. Implica la agencia epistémica, en la que se considera una proposición, se considera evidencia a favor y en contra de ella y, basándose en este razonamiento, se afirma o se rechaza la proposición. A veces se afirma que la experiencia de la verdad es fundamental para el pensamiento, es decir, que el pensamiento pretende representar cómo es el mundo. Comparte esta característica con la percepción, pero difiere de ella en el modo en que representa el mundo: sin el uso de contenidos sensoriales.
Uno de los rasgos característicos que se suele atribuir al pensamiento y al juicio es que son experiencias predicativas, en contraste con la experiencia pre-predicativa que se encuentra en la percepción inmediata. Desde tal punto de vista, varios aspectos de la experiencia perceptiva se asemejan a los juicios sin ser juicios en sentido estricto. Por ejemplo, la experiencia perceptiva del frente de una casa trae consigo varias expectativas sobre aspectos de la casa que no se ven directamente, como el tamaño y la forma de sus otros lados. Este proceso a veces se denomina apercepción. Estas expectativas se asemejan a juicios y pueden ser erróneas. Este sería el caso cuando, al caminar alrededor de la "casa", resulta que no es una casa en absoluto, sino solo la fachada frontal de una casa sin nada detrás. En este caso, las expectativas perceptivas se ven frustradas y el perceptor se sorprende. Existe desacuerdo sobre si estos aspectos pre-predicativos de la percepción regular deben entenderse como una forma de fenomenología cognitiva que involucra el pensamiento. Esta cuestión también es importante para comprender la relación entre el pensamiento y el lenguaje. La razón de esto es que las expectativas pre-predicativas no dependen del lenguaje, que a veces se toma como ejemplo del pensamiento no lingüístico. Varios teóricos han argumentado que la experiencia pre-predicativa es más básica o fundamental, ya que la experiencia predicativa se construye en cierto sentido sobre ella y, por lo tanto, depende de ella.
Otra forma en que los fenomenólogos han tratado de distinguir la experiencia de pensar de otros tipos de experiencias es en relación con las intenciones vacías en contraste con las intenciones intuitivas. En este contexto, "intención" significa que se experimenta algún tipo de objeto. En las intenciones intuitivas, el objeto se presenta a través de contenidos sensoriales. Las intenciones vacías, por otro lado, presentan su objeto de una manera más abstracta sin la ayuda de contenidos sensoriales. Así, al percibir una puesta de sol, se presenta a través de contenidos sensoriales. La misma puesta de sol también puede presentarse de forma no intuitiva cuando simplemente se piensa en ella sin la ayuda de contenidos sensoriales. En estos casos, se atribuyen las mismas propiedades a los objetos. La diferencia entre estos modos de presentación no se refiere a qué propiedades se atribuyen al objeto presentado, sino a cómo se presenta el objeto. Debido a esta coincidencia, es posible que las representaciones pertenecientes a diferentes modos se superpongan o diverjan. Por ejemplo, al buscar las gafas, uno puede pensar para sí mismo que los ha dejado en la mesa de la cocina. Esta intención vacía de las gafas sobre la mesa de la cocina se cumple intuitivamente cuando uno las ve allí al llegar a la cocina. De este modo, una percepción puede confirmar o refutar un pensamiento dependiendo de si las intuiciones vacías se cumplen más tarde o no.
El movimiento de la fenomenología en filosofía vio un cambio radical en la forma en que entendemos el pensamiento. Los análisis fenomenológicos de Martin Heidegger sobre la estructura existencial del hombre en Ser y tiempo arrojan nueva luz sobre el tema del pensamiento, perturbando las interpretaciones cognitivas o racionales tradicionales del hombre que afectan la forma en que entendemos el pensamiento. La noción del papel fundamental de la comprensión no cognitiva en hacer posible la conciencia temática informó la discusión en torno a la inteligencia artificial (IA) durante las décadas de 1970 y 1980.
La fenomenología, sin embargo, no es el único enfoque del pensamiento en la filosofía occidental moderna. La filosofía de la mente es una rama de la filosofía que estudia la naturaleza de la mente, los eventos mentales, funciones mentales, propiedades mentales, la conciencia y su relación con el cuerpo físico, en particular el cerebro. El problema mente-cuerpo, es decir, la relación de la mente con el cuerpo, se ve comúnmente como el tema central en la filosofía de la mente, aunque hay otros temas relacionados con la naturaleza de la mente que no involucran su relación con el cuerpo físico.

### Psicología
Los psicólogos se han concentrado en el pensamiento como un esfuerzo intelectual destinado a encontrar una respuesta a una pregunta o la solución de un problema práctico. La psicología cognitiva es una rama de la psicología que investiga los procesos mentales internos como la resolución de problemas, la memoria y el lenguaje; todos los cuales se utilizan para pensar. La escuela de pensamiento que surge de este enfoque se conoce como cognoscitivismo, que se interesa en cómo las personas representan mentalmente el procesamiento de la información. Tuvo sus fundamentos en la psicología Gestalt de Max Wertheimer, Wolfgang Köhler y Kurt Koffka, y en el trabajo de Jean Piaget, quien proporcionó una teoría de etapas / fases que describe el desarrollo cognitivo de los niños.
Los psicólogos cognitivos utilizan enfoques psicofísicos y experimentales para comprender, diagnosticar y resolver problemas, en relación con los procesos mentales que median entre el estímulo y la respuesta. Estudian diversos aspectos del pensamiento, incluida la psicología del razonamiento, y cómo las personas toman decisiones y elecciones, resuelven problemas y se involucran en el descubrimiento creativo y el pensamiento imaginativo. La teoría cognitiva sostiene que las soluciones a los problemas adoptan la forma de algoritmos: reglas que no necesariamente se entienden pero prometen una solución, o de heurísticas: reglas que se comprenden pero que no siempre garantizan soluciones. La ciencia cognitiva se diferencia de la psicología cognitiva en que los algoritmos destinados a simular el comportamiento humano se implementan o se pueden implementar en una computadora. 
En psicología del desarrollo, Jean Piaget fue un pionero en el estudio del desarrollo del pensamiento desde el nacimiento hasta la madurez. En su teoría del desarrollo cognitivo, el pensamiento se basa en acciones sobre el medio ambiente. Es decir, Piaget sugiere que el entorno se comprende a través de asimilaciones de objetos en los esquemas de acción disponibles y estos se acomodan a los objetos en la medida en que los esquemas disponibles no satisfacen las demandas. Como resultado de esta interacción entre asimilación y acomodación, el pensamiento se desarrolla a través de una secuencia de etapas que difieren cualitativamente entre sí en el modo de representación y la complejidad de la inferencia y la comprensión. Posteriormente, las representaciones se organizan gradualmente en estructuras lógicas que operan primero sobre las propiedades concretas de la realidad, en la etapa de operaciones concretas, y luego operan sobre principios abstractos que organizan propiedades concretas, en la etapa de operaciones formales. En los últimos años, la concepción piagetiana del pensamiento se integró con las concepciones del procesamiento de la información. Así, el pensamiento se considera el resultado de mecanismos que se encargan de la representación y procesamiento de la información. En esta concepción, la velocidad de procesamiento, control cognitivo y memoria de trabajo son las principales funciones que subyacen al pensamiento. En las teorías neopiagetianas del desarrollo cognitivo, se considera que el desarrollo del pensamiento proviene de una mayor velocidad de procesamiento, un mayor control cognitivo y un aumento de la memoria de trabajo.

#### Tipología psicológica
El psicólogo Carl Jung en su libro Tipos psicológicos propuso la existencia de cuatro funciones principales en la consciencia entre las cuales se encuentra la función pensamiento. Las tres funciones restantes son la sensación, la intuición y el sentimiento. Estas cuatro funciones son modificadas por dos actitudes principales: introversión y extraversión. A partir de esta teoría se desarrolla más tarde el Indicador Myers-Briggs que cuenta con 16 combinaciones tipológicas (8 tipos más que en la tipología junguiana clásica) de las cuales cuatro son del tipo pensamiento;
- INTP; Introvertido, Intuitivo, Pensamiento (Thinking), Perceptivo.[127]
- ISTP; Introvertido, Sensitivo, Pensamiento (Thinking), Perceptivo.
- ENTJ; Extravertido, Intuitivo, Pensamiento (Thinking), Calificador (o Judging).
- ESTJ; Extravertido, Sensitivo, Pensamiento (Thinking), Calificador (o Judging).

Los dos primeros pertenecen al pensamiento introvertido con orientación intuitiva y sensitiva respectivamente; y los dos últimos al pensamiento extravertido con orientación intuitiva y sensitiva, también respectivamente.

### Psicoanálisis
El "ello", el "yo" y el "superyó" son las tres partes del "aparato psíquico" definido en el modelo estructural de la psique de Sigmund Freud; son los tres constructos teóricos en términos de cuya actividad e interacción se describe la vida mental. Según este modelo, las tendencias instintivas descoordinadas están englobadas por el "ello", la parte realista organizada de la psique es el "yo", y la función crítica y moralizante es el "superyó".
Para el psicoanálisis, el inconsciente no incluye todo lo que no es consciente, más bien solo lo que está activamente reprimido del pensamiento consciente o lo que la persona es reacia a conocer conscientemente. En cierto sentido, esta visión coloca al yo en relación con su inconsciente como un adversario, en guerra consigo mismo para mantener oculto lo inconsciente. Si una persona siente dolor, todo lo que puede pensar es en aliviar el dolor. Para Freud, el inconsciente era un depósito de ideas, deseos o anhelos socialmente inaceptables, recuerdos traumáticos y emociones dolorosas que el mecanismo de la represión psicológica olvidaba. Sin embargo, los contenidos no necesariamente tenían que ser únicamente negativos.

## Enfermedades
Los trastornos del pensamiento suelen ser divididos en trastornos del curso, del contenido del pensamiento y, en ciertos casos se añade un tercer grupo, los trastornos de la vivencia del pensamiento.

### Trastornos del curso del pensamiento
Los trastornos del curso del pensamiento incluyen enfermedades de la fluidez del pensamiento, es decir, como se formulan, organizan y presentan los pensamientos de un individuo. 

#### Trastornos de la velocidad
Los trastornos de la velocidad incluyen problemas de salud que afectan la cantidad y la velocidad de los pensamientos. Sus principales trastornos son los siguientes:
- Taquipsiquia o pensamiento acelerado
- Fuga de ideas en la que el pensamiento parece saltar súbitamente de un tema a otro
- Bradipsiquia o pensamiento inhibido
- Bloqueo o interrupción brusca del pensamiento antes de completar la idea

#### Trastornos de la forma
Los trastornos de la forma propiamente dicha incluyen enfermedades de la direccionalidad y la continuidad del pensamiento. Los más significativos incluyen:
- Pensamiento circunstancial, cuando la información compartida es excesiva, redundante y, por lo general, no relacionada con el tema hasta finalmente comunicar lo que se desea.
- Pensamiento divagatorio
- Ecolalia, Repetición persistente de palabras o frases de otra persona.
- Pensamiento tangencial, Pensamientos irrelevantes, que no se relacionan a la centralidad de lo que se desea comunicar.
- Perseverancia, Repetición constante al mismo estímulo, tal como responder con la misma palabra a todas las preguntas del interrogatorio.
- Disgregación
- Neologismo, Creación de palabras nuevas, incomprensibles para el interrogador..

### Trastornos del contenido del pensamiento
Las principales incluyen:
- Preocupaciones
- Ideas falsas, por lo general reversible
- Ideas obsesivas
- Ideas fóbicas
- Pensamiento mágico

## Conceptos y teorías relacionados

### Leyes del pensamiento
Tradicionalmente, el término "leyes del pensamiento" se refiere a tres leyes fundamentales de la lógica: el principio de no contradicción, el principio del tercero excluido y el principio de identidad. Estas leyes por sí mismas no son suficientes como axiomas de la lógica, pero pueden considerarse precursores importantes de la axiomatización moderna de la lógica. El principio de no contradicción establece que, para cualquier proposición, es imposible que tanto ella como su negación sean verdaderas: {\displaystyle \lnot (p\land \lnot p)}. Según el principio del tercero excluido, para cualquier proposición, o ella o su opuesto es verdadera: {\displaystyle p\lor \lnot p}. El principio de identidad afirma que cualquier objeto es idéntico a sí mismo: {\displaystyle \forall x(x=x)}. Hay diferentes concepciones de cómo deben entenderse las leyes del pensamiento. Las interpretaciones más relevantes para el pensamiento son entenderlas como leyes prescriptivas de cómo se debe pensar o como leyes formales de proposiciones que son verdaderas solo por su forma e independientemente de su contenido o contexto. Las interpretaciones metafísicas, por otro lado, las ven como expresión de la naturaleza del "ser como tal".
Si bien hay una aceptación muy amplia de estas tres leyes entre los lógicos, no se aceptan universalmente. Aristóteles, por ejemplo, sostenía que hay algunos casos en los que el principio del tercero excluido es falso. Esto se refiere principalmente a eventos futuros inciertos. En su opinión, actualmente "no es  ni verdadero ni falso que habrá una batalla naval mañana". La lógica intuicionista moderna también rechaza el principio del tercero excluido. Este rechazo se basa en la idea de que la verdad matemática depende de la verificación a través de una demostración. El principio para casos en los que tal prueba no es posible, que existen en todo sistema formal suficientemente fuerte, según los teoremas de incompletitud de Gödel. Los dialetheistas, por otro lado, rechazan la ley de la contradicción al sostener que algunas proposiciones son tanto verdaderas como falsas. Una motivación de esta posición es evitar ciertas paradojas en la lógica clásica y la teoría de conjuntos, como la paradoja del mentiroso y la paradoja de Russell. Uno de sus problemas es encontrar una formulación que eluda el principio de explosión, es decir, que cualquier cosa se sigue de una contradicción.
Algunas formulaciones de las leyes del pensamiento incluyen una cuarta ley: el principio de razón suficiente. Afirma que todo tiene una razón, fundamento o causa suficiente. Está estrechamente relacionado con la idea de que todo es inteligible o puede explicarse en referencia a su razón suficiente. Según esta idea, siempre debería haber una explicación completa, al menos en principio, a preguntas como por qué el cielo es azul o por qué ocurrió la Segunda Guerra Mundial. Un problema para incluir este principio entre las leyes del pensamiento es que se trata de un principio metafísico, a diferencia de las otras tres leyes, que pertenecen principalmente a la lógica.

### Pensamiento contrafactual
El pensamiento contrafactual implica representaciones mentales de situaciones y eventos no reales, es decir, de lo que es "contrario a los factos". Por lo general, es condicional: su objetivo es evaluar cuál sería el caso si se hubiera obtenido una determinada condición. En este sentido, trata de responder a preguntas del tipo "qué pasaría si". Por ejemplo, pensar después de un accidente que uno estaría muerto si no hubiera utilizado el cinturón de seguridad es una forma de pensamiento contrafactual: supone, en contra de los hechos, que uno no ha utilizado el cinturón de seguridad e intenta evaluar el resultado de este estado de cosas. En este sentido, el pensamiento contrafactual es normalmente contrafactual solo en un pequeño grado, ya que solo se cambian unos pocos hechos, como los relativos al cinturón de seguridad, mientras que la mayoría de los demás hechos se mantienen, como que uno estaba conduciendo, su género, las leyes de la física, etc. Entendido en el sentido más amplio, hay formas de pensamiento contrafactual que no involucran nada contrario a los hechos en absoluto. Este es el caso, por ejemplo, cuando se intenta anticipar lo que podría suceder en el futuro si ocurre un evento incierto y este evento realmente ocurre más tarde y trae consigo las consecuencias anticipadas. En este sentido más amplio, a veces se utiliza el término "condicional subjuntivo" (subjunctive conditional) en lugar de "condicional contrafactual" (counterfactual conditional). Pero los casos paradigmáticos del pensamiento contrafactual involucran alternativas a eventos pasados.
El pensamiento contrafactual desempeña un papel importante, ya que evaluamos el mundo que nos rodea no solo por lo que realmente sucedió, sino también por lo que podría haber sucedido. Los seres humanos tienen una mayor tendencia a involucrarse en el pensamiento contrafactual después de que algo malo sucedió debido a algún tipo de acción que el agente realizó. En este sentido, muchos arrepentimientos se asocian con el pensamiento contrafactual en el que el agente contempla cómo podría haber obtenido un resultado mejor si solo hubiera actuado de manera diferente. Estos casos se conocen como contrafactuales ascendentes, en contraste con los contrafactuales descendentes, en los que el escenario contrafactual es peor que la realidad. El pensamiento contrafactual ascendente suele experimentarse como algo desagradable, ya que presenta las circunstancias reales bajo una mala luz. Esto contrasta con las emociones positivas asociadas al pensamiento contrafactual descendente. Pero ambas formas son importantes, ya que es posible aprender de ellas y ajustar el comportamiento en consecuencia para obtener mejores resultados en el futuro.

### Experimentos mentales
Los experimentos mentales implican pensar en situaciones imaginarias, a menudo con el objetivo de investigar las posibles consecuencias de un cambio en la secuencia real de eventos. Es un tema controvertido hasta qué punto los experimentos mentales deben entenderse como experimentos reales. Son experimentos en el sentido de que se establece una situación determinada y se trata de aprender de esta situación entendiendo lo que se sigue de ella. Se diferencian de los experimentos regulares en que se utiliza la imaginación para crear la situación y se emplea el razonamiento contrafactual para evaluar lo que se sigue de ella, en lugar de crearla físicamente y observar las consecuencias a través de la percepción. Por lo tanto, el pensamiento contrafactual desempeña un papel central en los experimentos mentales.
El argumento de la habitación china es un famoso experimento mental propuesto por John Searle. Involucra a una persona sentada dentro de una habitación cerrada, con la tarea de responder a mensajes escritos en chino. Esta persona no sabe chino, pero tiene un libro de reglas gigante que especifica exactamente cómo responder a cualquier mensaje posible, similar a cómo reaccionaría una computadora a los mensajes. La idea central de este experimento mental es que ni la persona ni la computadora entienden chino. De esta manera, Searle pretende mostrar que las computadoras carecen de una mente capaz de formas más profundas de comprensión a pesar de actuar de forma inteligente.
Los experimentos mentales se emplean para diversos propósitos, por ejemplo, para el entretenimiento, la educación o como argumentos a favor o en contra de teorías. La mayoría de los debates se centran en su uso como argumentos. Este uso se encuentra en campos como la filosofía, las ciencias naturales y la historia. Es controvertido, ya que hay mucho desacuerdo sobre el estado epistémico de los experimentos mentales, sobre su fiabilidad como evidencia para apoyar o refutar una teoría. Un aspecto central del rechazo de este uso es el hecho de que pretenden ser una fuente de conocimiento sin la necesidad de abandonar el sillón en busca de nuevos datos empíricos. Los defensores de los experimentos mentales suelen afirmar que las intuiciones que subyacen y guían los experimentos mentales son, al menos en algunos casos, fiables. Pero los experimentos mentales también pueden fracasar si no están adecuadamente respaldados por intuiciones o si van más allá de lo que respaldan las intuiciones. En este último sentido, a veces se proponen contraexperimentos mentales que modifican ligeramente el escenario original para demostrar que las intuiciones iniciales no pueden sobrevivir a este cambio. Se han sugerido varias taxonomías de experimentos mentales. Pueden distinguirse, por ejemplo, por si tienen éxito o no, por la disciplina que los utiliza, por su papel en una teoría o por si aceptan o modifican las leyes reales de la física.

### Pensamiento crítico
El pensamiento crítico es una forma de pensamiento razonable, reflexiva y enfocada en determinar qué creer o cómo actuar. Se adhiere a varios estándares, como la claridad y la racionalidad. En este sentido, implica no solo procesos cognitivos que tratan de resolver el asunto en cuestión, sino también procesos metacognitivos que garantizan que está a la altura de sus propios estándares. Esto incluye evaluar tanto que el razonamiento en sí es sólido como que la evidencia en la que se basa es confiable. Esto significa que la lógica desempeña un papel importante en el pensamiento crítico. Se trata no solo de la lógica formal, sino también de la lógica informal, específicamente para evitar varias falacias informales debidas a expresiones vagas o ambiguas en el lenguaje natural. No existe una definición estándar generalmente aceptada de "pensamiento crítico", pero hay una superposición significativa entre las definiciones propuestas en su caracterización del pensamiento crítico como cuidadoso y dirigido a objetivos. Según algunas versiones, solo las propias observaciones y experimentos del pensador se aceptan como evidencia en el pensamiento crítico. Algunas lo restringen a la formación de juicios, pero excluyen la acción como su objetivo.
Un ejemplo cotidiano concreto del pensamiento crítico, debido a John Dewey, consiste en observar burbujas de espuma que se mueven en una dirección contraria a las expectativas iniciales. El pensador crítico trata de encontrar varias explicaciones posibles de este comportamiento y luego modifica ligeramente la situación original para determinar cuál es la explicación correcta. Pero no todas las formas de procesos cognitivamente valiosos implican el pensamiento crítico. Llegar a la solución correcta de un problema siguiendo ciegamente los pasos de un algoritmo no califica como pensamiento crítico. Lo mismo es cierto si la solución se presenta al pensador en un repentino destello de intuición y se acepta de inmediato.
El pensamiento crítico desempeña un papel importante en la educación: fomentar la capacidad del alumno para pensar críticamente suele considerarse un objetivo educativo importante. En este sentido, es importante transmitir al alumno no solo un conjunto de creencias verdaderas, sino también la capacidad de sacar sus propias conclusiones y de cuestionar las creencias preexistentes. Las habilidades y disposiciones aprendidas de esta manera pueden beneficiar no solo al individuo sino también a la sociedad en general. Los opositores del énfasis en el pensamiento crítico en la educación han argumentado que no existe una forma universal de pensamiento correcto. En cambio, sostienen que las diferentes temas se basan en estándares diferentes y que la educación debería centrarse en impartir estas habilidades específicas del tema en lugar de tratar de enseñar métodos universales de pensamiento. Otras objeciones se basan en la idea de que el pensamiento crítico y la actitud subyacente implican varios sesgos injustificados, como el egocentrismo, la objetividad distanciada, la indiferencia y un énfasis excesivo en lo teórico en contraste con lo práctico.

### Pensamiento positivo
El pensamiento positivo es un tema importante en la psicología positiva. Consiste en centrar la atención en los aspectos positivos de la propia situación y retirar así la atención de sus lados negativos. Suele considerarse una perspectiva global que se aplica especialmente al pensamiento, pero que también incluye otros procesos mentales, como los sentimientos. En este sentido, está íntimamente relacionado con el optimismo. Incluye la expectativa de que ocurran cosas positivas en el futuro. Esta perspectiva positiva hace que sea más probable que las personas traten de alcanzar nuevos objetivos. También aumenta la probabilidad de seguir esforzándose hacia objetivos preexistentes que parecen difíciles de alcanzar en lugar de simplemente darse por vencido.
Los efectos del pensamiento positivo aún no se han investigado a fondo, pero algunos estudios sugieren que existe una correlación entre el pensamiento positivo y el bienestar. Por ejemplo, los estudiantes y las mujeres embarazadas con una perspectiva positiva tienden a afrontar mejor las situaciones estresantes. Esto a veces se explica señalando que el estrés no es inherente a las situaciones estresantes, sino que depende de la interpretación de la situación por parte del agente. Por lo tanto, se puede encontrar una reducción del estrés en los pensadores positivos porque tienden a ver tales situaciones bajo una luz más positiva. Pero los efectos también incluyen el ámbito práctico, ya que los pensadores positivos tienden a emplear estrategias de afrontamiento más saludables cuando se enfrentan a situaciones difíciles. Esto afecta, por ejemplo, al tiempo necesario para recuperarse completamente de las cirugías y la tendencia a reanudar el ejercicio físico después.
Pero se ha argumentado que si el pensamiento positivo realmente conduce a resultados positivos depende de varios otros factores. Sin estos factores, puede conducir a resultados negativos. Por ejemplo, la tendencia de los optimistas a seguir esforzándose en situaciones difíciles puede ser contraproducente si el curso de los acontecimientos está fuera del control del agente. Otro peligro asociado al pensamiento positivo es que puede permanecer solo en el nivel de fantasías irreales y, por lo tanto, no hacer una contribución práctica positiva a la vida del agente. El pesimismo, por otro lado, puede tener efectos positivos, ya que puede mitigar las decepciones al anticipar los fracasos.
El pensamiento positivo es un tema recurrente en la literatura de autoayuda. En ella, a menudo se afirma que uno puede mejorar significativamente su vida tratando de pensar positivamente, incluso si esto significa fomentar creencias que son contrarias a la evidencia. Tales afirmaciones y la eficacia de los métodos sugeridos son controvertidas y han sido criticadas por su falta de evidencia científica. En el movimiento del Nuevo Pensamiento, el pensamiento positivo figura en la ley de la atracción, la afirmación pseudocientífica de que los pensamientos positivos pueden influir directamente en el mundo externo al atraer resultados positivos.